# Cheilolejeunea luerssenii
Cheilolejeunea luerssenii là một loài Rêu trong họ Lejeuneaceae. Loài này được (Stephani) Mizut. mô tả khoa học đầu tiên năm 1967.